# Särskilda dragningsrätter
Särskilda dragningsrätter (SDR, XDR, Special drawing rights, Droits de tirage spéciaux) är en viktad valutakorg som används som referensvaluta vid internationella transaktioner. Den kan köpas och säljas som vanlig valuta, och medlemmar som lånar till Internationella valutafonden, IMF, får ränta på sin behållning i SDR, och vice versa. SDR har valutakod XDR enligt ISO 4217. I mars 2011 fanns det 238,3 miljarder SDR, men målsättningen var att fördubbla detta till 2013.
SDR skapades av IMF 1969 för att stötta Bretton Woodssystemet med fast växelkurs som dock kollapsade. Ursprungligen var SDR definierad som värdet på 0,888671 g guld, vid tiden identiskt med en USA-dollar, men senare tilläts USD bli flytande och annan hårdvaluta behövdes, så en valutakorg blev valet. SDR har från april 2003 ersatt guldfranc som referensvaluta för Bank for International Settlements, exempelvis vid internationella avtal. Denna enhet är praktiskt förekommande även för privatpersoner genom avtal med flygbolag angående skadestånd vid flygolyckor, men privata aktörer kan inte själva handla med SDR. Några internationella aktörer som använder SDR är Internationella fonden för jordbruksutveckling, Afrikanska utvecklingsbanken, Arabiska valutafonden och Common Fund for Commodities (FN).
Särskilda dragningsrätter definieras i termer av en korg av större valutor som används i internationell handel och finans. De nuvarande valutorna i korgen är euro, brittiskt pund, yen, kinesisk renminbi samt amerikansk dollar.

## Exempel
I november 2015 beslutade IMF att utöver valutorna Euro, Japanska yen, Pund och USA-dollar även addera Renminbi (Kinesiska Yuan) så 1 oktober 2016 var fördelningen mellan valutorna för SDR enligt nedan:
| Valuta                    | Andel (%) |
| ------------------------- | --------- |
| Euro                      | 30,93     |
| Japansk yen               | 8,33      |
| Brittiska pund            | 8,09      |
| Renminbi (Kinesiska yuan) | 10,92     |
| USA-dollar                | 41,73     |

Innan kompletteringen av Renminbi  var viktningen av valutor enligt nedan:
| Euro           | 37,4 |
| Japansk yen    | 9,4  |
| Pound sterling | 11,3 |
| USA-dollar     | 41,9 |

Växelkursen 5 mars 2013 var 1 SDR = 1,50955 US dollar.
Medelvärde för SDR i USD har årligen varit:
| År         | USD/SDR |
| ---------- | ------- |
| 2004       | 1,48147 |
| 2005       | 1,47714 |
| 2006       | 1,47150 |
| 2007       | 1,53085 |
| 2008       | 1,58129 |
| 2009       | 1,54195 |
| 2010       | 1,52542 |
| 2011       | 1,57941 |
| 2012       | 1,53145 |
| Genomsnitt | 1,52450 |

- Högsta värde uppnåddes 18 mars 2008: 1,65109
- Lägsta värde uppnåddes 2 dec. 2005: 1,41908